# Rhabdalestes leleupi
Rhabdalestes leleupi és una espècie de peix d'aigua dolça de la família dels alèstids i de l'ordre dels caraciformes.

## Morfologia
- Els mascles poden assolir 8 cm de longitud total.[1][2]

## Hàbitat
És un peix d'aigua dolça i de clima tropical.

## Distribució geogràfica
Es troba a Àfrica: riu Pangani a Kenya.